# Sovrani del Bahrein

Lo stendardo reale del Bahrein.

I sovrani del Bahrein nei secoli hanno portato vari titoli. Tra il 1783 ed il 1971 il monarca del Bahrein ha portato il titolo di "Hakim" e, tra il 1971 ed il 2002, quello di "Emiro". Il 14 febbraio 2002 l'emiro Hamad bin Isa Al Khalifa proclamò il suo Stato un regno e se stesso Re.
Tutti i sovrani della storia del Bahrein hanno avuto anche il titolo onorifico di "sceicco".

## Hakim del Bahrain (1783–1971)
Il titolo arabo dell'Hakim era, nella Traslitterazione dall'arabo, Hakim al-Bahrayn (Signore del Bahrein). 
Portava anche il titolo onorifico di "sceicco".
| Nome                                      | Ritratto | Regno            | Regno            | Note                                                           |
| Nome                                      | Ritratto | Dal              | Al               | Note                                                           |
| ----------------------------------------- | -------- | ---------------- | ---------------- | -------------------------------------------------------------- |
| sceicco Ahmed ibn Muhammad ibn Khalifa    |          | 1783             | 1796             |                                                                |
| sceicco Abdullah ibn Ahmad Al Khalifa     |          | 1796             | 1843             | Come co-reggente                                               |
| sceicco Sulman ibn Ahmad Al Khalifa       |          | 1796             | 1825             | Come co-reggente con Abdullah ibn Ahmad Al Khalifa             |
| sceicco Khalifah ibn Sulman Al Khalifa    |          | 1825             | 1834             | Come co-reggente con Abdullah ibn Ahmad Al Khalifa             |
| sceicco Muhammad ibn Khalifah Al Khalifa  |          | 1834             | 1842             | Primo regno come co-reggente con Abdullah ibn Ahmad Al Khalifa |
| sceicco Muhammad ibn Khalifah Al Khalifa  |          | 1843             | 1868             | Secondo regno                                                  |
| sceicco Ali ibn Khalifah Al Khalifa       |          | 1868             | 1869             |                                                                |
| sceicco Muhammad ibn Khalifah Al Khalifa  |          | 1869             | 1869             | Terzo regno                                                    |
| sceicco Muhammad ibn Abdullah Al Khalifa  |          | settembre 1869   | 1º dicembre 1869 |                                                                |
| SA lo sceicco Isa ibn Ali Al Khalifa      |          | 1º dicembre 1869 | 9 dicembre 1932  |                                                                |
| SA lo sceicco Hamad ibn Isa Al Khalifa    |          | 10 dicembre 1932 | 20 febbraio 1942 |                                                                |
| SA lo sceicco Salman ibn Hamad Al Khalifa |          | 20 febbraio 1942 | 2 novembre 1961  |                                                                |
| SA lo sceicco Isa bin Salman Al Khalifa   |          | 2 novembre 1961  | 16 agosto 1971   | Si proclama Emiro                                              |

## Emiri del Bahrain (1971–2002)
Il titolo arabo dell'emiro era, dalla traslitterazione dell'arabo, Amir dawlat al-Bahrayn (Principe dello Stato del Bahrain). Portava anche il titolo onorifico di "sceicco".
| Nome                                    | Ritratto | Regno          | Regno            | Note           |
| Nome                                    | Ritratto | Dal            | Al               | Note           |
| --------------------------------------- | -------- | -------------- | ---------------- | -------------- |
| SA lo sceicco Isa bin Salman Al Khalifa |          | 16 agosto 1971 | 6 marzo 1999     |                |
| SA lo sceicco Hamad bin Isa Al Khalifa  |          | 6 marzo 1999   | 14 febbraio 2002 | Si proclama Re |

## Re del Bahrain (2002–oggi)
Il titolo arabo del re è, dalla traslitterazione dell'arabo, Malik al-Bahrayn (Re del Bahrain). Porta anche il titolo onorifico di "sceicco".
| Nome                                   | Ritratto | Regno            | Regno     | Note |
| Nome                                   | Ritratto | Dal              | Al        | Note |
| -------------------------------------- | -------- | ---------------- | --------- | ---- |
| SM lo sceicco Hamad bin Isa Al Khalifa |          | 14 febbraio 2002 | in carica |      |